# Redhuvber
Il RedHuvber è un cocktail che nasce dalla modifica del Negroni, nel quale viene sostituito nella versione aperitivo il campari bitter con il campari soda, rendendo il cocktail leggermente frizzante e più leggero. 
Può essere in due versioni: 
- Aperitivo: ideale prima di una cena accompagnato da cetriolini sottaceto e noccioline
- Digestivo: ideale dopo pranzi sontuosi per le sue proprietà digestive

In ogni caso è servito on the rocks e in un bicchiere Old fashioned.

## Preparazione
- Aperitivo

Prendere un campari soda intero e versarlo nel bicchiere, aggiungere un dito di gin e un dito di Martini rosso.
- Digestivo

1/2 di Fernet Branca
1/4 di Martini rosso
1/4 di gin
Una spruzzata di soda
Ghiaccio